# سعيد الجمل
سعيد أحمد محمد الجمل، رجل أعمال يمني، من مواليد عام 1979 في صنعاء. يقيم في إيران. تتهمه الحكومتين اليمنية والأمريكية بالعمل ومنذ عقود على دعم وتمويل حركة أنصار الله الحوثيون من خلال تهريب الأموال إليهم من إيران، عبر شبكات معقدة وعابرة للحدود. مُصنف منذ يونيو 2021 ضمن قائمة العقوبات الأمريكية، وهي قائمة الرعايا المعينين خصيصاً والأشخاص المحظورين (SDN-LIST) الصادرة عن مكتب مراقبة الأصول الأجنبية (OFAC) التابع لوزارة الخزانة الأمريكية، كونه القناة المالية التي من خلاله تُمَوِّل إيران «ميليشياتها» في المنطقة.

## الأنشطة التمويلية المرصودة للجمل
لم يكن سعيد الجمل معروفاً بعد خلال الفترة الأولى (2000-2001) لنشأة حركة أنصار الله الحوثيون، فيما كان يُسمي حينها ب«تنظيم الشباب المؤمن» والذي أسسه بدر الدين الحوثي، وكانت من أبرز قياداته محمد بدر الدين الحوثي وعبد الله الرزامي ويحيى الحوثي، قبل أن يتم حله فيما بعد من قبل زعيم الجماعة حسين الحوثي، وتشكيل هيكلتهم من جديد على عقيدة أيديولوجية متطرفة. في عام 2004 وهو نفس العام الذي قُتل فيه حسين الحوثي، كان هذا قد أرسل سعيد الجمل إلى إيران كمبعوث منه وليكون مندوبًا وسفيرًا سريًا للحركة في طهران، وبدأ الجمل منذ ذلك التاريخ بالعمل تحت إسم مستعار وذلك من خلال جواز سفر إيراني يحمل إسم “رامي أبو أحمد” حسب المعلومات التي جمعها عنه الإنتربول الدولي، والتي تؤكد تنقل الجمل بالعديد من جوازات السفر الصادرة بأسماء مختلفة ومن عدة بلدان، وهو ما يصعب عملية رصد مكانه الدقيق والقبض عليه، حيث يُعتبر مطلوبًا للعدالة بحسب قوائم الداعمين للإرهاب الصادرة عن الولايات المتحدة والإتحاد الأوروبي بصفته القناة المالية التي من خلاله تمول إيران أذرعها في المنطقة، من خلال تهريب النفط الإيراني وبيعه في الأسواق العالمية، وإرسال الأموال التي يتلقاها إلى جماعة الحوثي في اليمن وحزب الله في لبنان، بالإضافة إلى حركة حماس في فلسطين وجماعة الشباب في الصومال عبر شبكات يصل عددها أكثر من 20 كيان تم إثبات تورطهم بتهريب الأموال التابعة للجمل، من ضمنها شركات صرافة وتحويلات يمنية، مثل شركة سويد للصرافة وشركة الحظاء المتهمتان بتبييض الأموال وتهريبها للحوثيين من إيران، واعتبارها أحد أذرع الجمل في اليمن، وقد صنفتها الولايات المتحدة أيضاً ضمن قائمة الأرهاب ذاتها التي ذُكر فيها الجمل في 10 يونيو 2021، بالإضافة إلى شركة غرانتي اخراجات (Garanti Ihracat) التركية للتصدير وشركات أخرى تختص بالإستيراد والنقل والشحن البحري، بالإضافة إلى شخصيات تعمل في مجال تهريب البشر إلى أوروبا عبر تركيا وقبرص، من بينهم عبد الجليل ملاح – السوري الجنسية المُقيم في اليونان، والذي يمتلك شركة أبامكو إنتربرايس (Abamco Enterprises INC) التي تعمل على غسيل الأموال النفطية لصالح الجمل عبر طرق معقدة للتحايل على المراقبة والتتبع.
في 07 ديسمبر 2023 فرضت الولايات المتحدة مجدداً عقوبات على 13 شخصا وكيانا يشتبه بتحويلهم عشرات الملايين من الدولارات من العملات الأجنبية إلى حركة أنصار الله الحوثية في اليمن. وقالت وزارة الخزانة الأمريكية إن الحرس الثوري الإيراني دعم مخططا يتضمن شبكة معقدة من شركات الصرافة والشركات في دول متعددة، بما في ذلك اليمن، وأشارت الوزارة إلى أن الكيانات والأفراد الثلاثة عشر الذين شملتهم العقوبات الأخيرة يضمون متجرا للمجوهرات ومكتبًا للصرافة في تركيا بالإضافة إلى مكاتب صرافة ووكلاء شحن وأفراد في سانت كيتس وجزيرة نيفيس والمملكة المتحدة وروسيا، وكلها مرتبطة بالوسيط المالي بين إيران والحوثيين سعد الجمل وبرفقته بلال حدرج، الذي يدير شركة صرافة مقرها لبنان، وكلاهما يخضع بالفعل لعقوبات أميركية. كما فرضت عقوبات على أشخاص دعموا الجمل أيضا في شبكة تمويله، من بينهم "العنصر الفعال في الشحن غير المشروع ورجل الأعمال الدولي. فادي دنيز، المعروف أيضا باسم فادي غازوغلي، الذي قام بتنظيم شحنات متعددة نيابة عن الجمل، بما في ذلك ترتيب المدفوعات للسفن المستخدمة لنقل شحنات الجمل السلعية"، وفق الخزانة الأميركية. ونوهت الوزارة إلى أن "دينيز، الذي يحتفظ بوثائق هوية من بلدان متعددة، أنشأ شركة دينيز كابيتال ماريتيم (Deniz Capital Maritime Inc) ومقرها سانت كيتس ونيفيس جزئيا للتعامل مع الأعمال التجارية لشبكة الجمل".
في 10 يناير 2024، صنف مكتب مراقبة الأصول الأجنبية (OFAC) التابع لوزارة الخزانة الأمريكية شركتين، هما Cielo Maritime Ltd ومقرها في هونغ كونغ و Global Tech Marine Services Inc ومقرها في الامارات العربيه المتحدة، وذلك لمشاركتها في مجموعة متنوعة من الأنشطة التجارية التي تنطوي على بيع السلع الإيرانية لتوليد الإيرادات للحوثيين والحرس الثوري الإيراني نيابة عن شبكة سعيد الجمل، المدعوم من فيلق القدس التابع للحرس الثوري الإسلامي في إيران. كما حدد مكتب مراقبة الأصول الأجنبية أربع سفن كممتلكات محظورة تمتلك هاتين الشركتين مصلحة فيها، تدعم عائدات مبيعات السلع الحوثيين وهجماتهم المستمرة ضد الشحن الدولي في البحر الأحمر وخليج عدن.
وفي فبراير 2024، فرضت وزارة الخزانة الأمريكية، عقوبات ضد شركة واحدة وسفينة مملوكة لها تُستخدم لشحن البضائع الإيرانية التي بيعت لدعم شبكة الحوثيين وفيلق القدس.
وخلال شهر مارس 2024 أعلنت وزارة الخزانة الأميركية فرض 3 إجراءات عقابية منفصلة طالت 14 فرداً وكياناً وسفينة، حيث أضافت يوم 15 مارس، شركة شحن واحدة إلى قائمة العقوبات. وفي 6 مارس الماضي، أضافت بشكل منفصل 6 كيانات وفرد واحد وناقلتين مقرهما أو مسجلتين في ليبيريا والهند وفيتنام ولبنان، إضافة إلى إجراء ثالث طال مالكي سفينتين وسفينتين متمركزتين في هونج كونج وجزر مارشال لشحنها البضائع نيابة عن الجمل.
في 18 يونيو 2024 أعلنت الإدارة الأمريكية أيضا، فرض عقوبات على شبكة من الأفراد والكيانات "سهلت شراء أسلحة" لحركة أنصار الله في اليمن التي تستهدف السفن المدنية في البحر الأحمر. وقد طالت العقوبات 9 أفراد وكيانات وسفينة إلى قائمة العقوبات لارتباطها بشبكات شراء الأسلحة للحوثيين بما في ذلك بعض الجهات العاملة في الصين، حيث ضمت العقوبات القيادي الحوثي علي الوزير المقيم في الصين، إضافة إلى معاذ الحيفي المقيم في مسقط، وكلاهما مرتبطان بالوسيط سعيد الجمل. وفي 18 يوليو 2024، أعلنت الولايات المتحدة مجدداً فرض عقوبات جديدة تحت مسمى "مكافحة الإرهاب" على اليمن طالت 11 شخصا وكيانا وسفينة مرتبطة بالوسيط المالي لحركة أنصار الله الحوثيون سعيد الجمل في "إطار السعي إلى زيادة الضغوط على إيران وأذرعها" في المنطقة، حيث أدرجت الخزانة الأمريكية، اليوم، شخصين و 4 شركات و 5 سفن، وصنفتها «ممتلكات محظورة»، إثر انخراطها وبشكل حاسم في تمويل الأنشطة الإقليمية المزعزعة للاستقرار التي يقوم بها الحوثيون كجزء من شبكة سعيد الجمل. ووفقا لبيان، الحكومة الأمريكية فإن المقيم في إندونيسيا محمد رسلان بن أحمد، و الصيني تشوانغ ليانغ، سهلا الشحنات غير المشروعة، وانخرطا في غسل الأموال لصالح الشبكة المالية للحوثيين.
وفي يوم الخميس 15 اغسطس 2024 أعلنت وزارة الخزانة الأميركية إن الولايات المتحدة فرضت مزيداً من العقوبات التي تستهدف شبكات تجارية تابعة للحوثيين و حزب الله في إطار تشديد الضغوط على إيران والجماعات التي تدعمها. وذكرت الوزارة في بيان لها يوم الخميس 15 اغسطس 2024 أن العقوبات استهدفت شركات وأفراداً وسفناً بتهمة التورط في شحن سلع إيرانية، بما في ذلك النفط والغاز المسال، إلى اليمن والإمارات نيابة عن شبكة تابعة للوسيط سعيد الجمل المدرج في قائمة العقوبات التابعة للوزارة منذ يونيو 2021 و المسؤول في حزب الله محمد قاسم البزال المدرج في قائمة الإرهاب منذ 20 نوفمبر 2018.